# 焼結
焼結（しょうけつ、英語：Sintering）は、固体粉末の集合体を融点よりも低い温度で加熱すると、粉末が固まって焼結体と呼ばれる緻密な物体になる現象。出来上がった物は焼結品などと言われる。類似用語として焼成がある。

## 現象
焼結は温度によって加速される。焼結によって物体の外形寸法は小さくなり、物体全体として見た密度、強度、及び弾性率は大きくなる。焼結の過程において物体は完全な液体にはならないため、焼結体の形状は加熱前の形状がおおむね維持される。但し、粉末組成や温度などの不均一性、あるいは重力などの影響を受けて変形することもある。焼結によって形成される物体は多結晶体であることが多いが、アモルファスが形成されることもある。焼結の程度は物質の理想的な密度に対する比率、あるいは気孔率で表される。一般的な処理温度は融点に 0.5 を掛けた温度である。

## 機構
互いに接触している粉末粒子は熱力学的に非平衡な状態にあり、表面の面積を減少する方向に物質の移動が起こり、粉末粒子間に結合が生じて緻密な物体となる。つまり焼結の駆動力は物質の表面が持つ自由エネルギーを最小にしようとする力、すなわち表面張力である。形状が凸形となっている部分から凹形となっている部分へ物質が移動することによって粒子間の接触面積が拡大し、粉末粒子間の接触面中心部付近から接触面周辺部へ物質が移動することによって粒子間の距離が短くなる。焼結は物質が移動する機構によって以下のように分類される。
- 物質が固体内部の拡散現象によって移動するものが固相焼結である。
- 物質が粉末表面に生成した微量の液体に溶解し移動した後に析出するものが液相焼結である。
- 物質が気化し気体となって移動した後に凝固するものが気相焼結である。

## 制御
焼結はセラミックスの製造や粉末冶金などにおいて広く利用されており、安定して製造するために様々な手法で制御される。
- 加熱は熱力学温度で融点の 90 % 以上の温度が目安となるが、最適な温度は物質の種類、粉末の形状、粉末の充填状態などによって変動する。
- 一般に加熱は空気中で行われることが多いが、様々な種類のガスを用いることもある。また、真空中あるいは高圧力ガス中で加熱することもある。
- 機械的な圧力を加えて焼結を促進することもある。
- 焼結の促進や安定化のために焼結助剤と呼ばれる添加物を用いることも多い。

## 歴史
イギリスの技術者である A. G. Bloxam が1906年に真空中で直流電流を用いることによる粉末金属の焼結に関する特許が登録された。彼の発明の当初の用途はタングステンやモリブデンの粉末から電球のフィラメントの工業的生産だった。
現在の用途は表面の酸化物を減らし、フィラメントの放射率を高めるのに特に効果がある。
1913年、Weintraub と Rush は加圧状態電流を流す改良された焼結方法の特許を取得した。この方法の利点は炭化物や窒化物等の耐火金属の粉末の焼結にも用いる事が出来る点である。
ホウ素－炭素または珪素－炭素粉末を絶縁された管の内部に入れて電極を兼ねた二本の棒で圧縮して電流を流す。温度は 2000 ℃ に達すると推定される。
アメリカ合衆国では1922年、Duval d’Adrianによって初めて特許が取得された。彼の 3 段階の工程では酸化ジルコニウム、酸化トリウム、酸化タンタルのような酸化金属の耐火物のブロックを用いる。
作業工程は: 
1. 粉末を成型、
2. 約 2500 ℃ で焼きなましをし、
3. Weintraub & Rush 法により電流を流して焼結する。

焼結にコンデンサーの放電による電流を用いることは G. F. Taylor によって1932年に開発された。この焼結法は元々脈流若しくは交流を用いるもので最終的には直流を用いるものだった。これらの技術は数十年間に 640 以上の特許が申請された。